# Barichneumon sphageti
Barichneumon sphageti là một loài tò vò trong họ Ichneumonidae.